# Mike Penders
Mike Louis Penders (Maasmechelen, 31 juli 2005) is een Belgisch voetballer die onder contract ligt bij Chelsea FC en dit seizoen op leenbasis bij KRC Genk speelt. Penders speelt op de positie van doelman.

## Clubcarrière
Penders ruilde in 2018 de jeugdopleiding van Bregel Sport naar KRC Genk. In april 2021 ondertekende hij een contract tot 2024 bij de club. In mei 2022 werd zijn contract verlengd tot 2025.
In de voorbereiding van het seizoen 2022/23 kreeg Penders, die al een tijdje deel uitmaakte van de A-kern, van de nieuwe trainer Wouter Vrancken een kans tijdens de eerste oefenwedstrijd tegen Eendracht Termien. Op 14 augustus 2022 maakte Penders zijn debuut in het profvoetbal in het shirt van Jong Genk, het beloftenelftal van Genk dat vanaf het seizoen 2022/23 uitkomt in Eerste klasse B: op de openingsspeeldag kwam hij aan de aftrap tegen Lierse Kempenzonen. Jong Genk wist deze wedstrijd uiteindelijk te winnen met 4-1. Penders stond ook in 8 overige wedstrijden in doel bij Jong Genk, maar moest voor de rest toezien hoe Tobe Leysen de overige wedstrijden speelde. Vanaf september trad hij met de club aan in de UEFA Youth League. Vanaf het seizoen 2023/24 wordt Penders eerste doelman en tevens aanvoerder van Jong Genk. Hij is daarnaast derde doelman bij het eerste elftal na Maarten Vandevoordt en Hendrik Van Crombrugge.
Nadat Vandevoordt in de zomer van 2024 naar het Duitse RB Leipzig vertrok, kreeg Penders vol zijn kans bij het eerste elftal van Genk. Op 28 juli 2024 mocht hij als basisspeler officieel debuteren op de eerste speeldag van de competitie tegen Standard Luik door een blessure van Van Crombrugge. Penders zorgde in deze wedstrijd meteen voor een clean sheet. Na deze wedstrijd verloor Genk met 3-1 op bezoek bij OH Leuven, met Penders in doel. Vervolgens koos coach Thorsten Fink ervoor om de opnieuw fitte en ervaren Van Crombrugge terug in het doel te zetten.
Op 27 augustus 2024 raakte bekend dat Penders voor 20 miljoen euro naar Chelsea FC vertrekt. Hij tekende een contract tot 2032 maar speelt gedurende het seizoen 2024-2025 op huurbasis bij KRC Genk.
Door de sterke prestaties van Penders in de beker en de wisselvallige momenten van Van Crombrugge, kreeg Penders opnieuw zijn kans van coach Fink. Vanaf begin 2025 stond hij weer vast in doel.

## Clubstatistieken
| Seizoen         | Club            | Land            | Competitie      | Competitie | Competitie | Beker | Beker | Supercup | Supercup | Europees | Europees | Totaal | Totaal |
| Seizoen         | Club            | Land            | Competitie      | Wed.       | Dlp.       | Wed.  | Dlp.  | Wed.     | Dlp.     | Wed.     | Dlp.     | Wed.   | Dlp.   |
| --------------- | --------------- | --------------- | --------------- | ---------- | ---------- | ----- | ----- | -------- | -------- | -------- | -------- | ------ | ------ |
| 2022/23         | Jong Genk       | Vlag van België | Eerste klasse B | 9          | 0          | —     | —     | —        | —        | —        | —        | 9      | 0      |
| 2023/24         | Jong Genk       | Vlag van België | Eerste klasse B | 25         | 0          | —     | —     | —        | —        | —        | —        | 25     | 0      |
| 2024/25         | →KRC Genk       | Vlag van België | Eerste klasse A | 16         | 0          | 5     | 0     | —        | —        | —        | —        | 21     | 0      |
| Carrière totaal | Carrière totaal | Carrière totaal | Carrière totaal | 50         | 0          | 5     | 0     | 0        | 0        | 0        | 0        | 55     | 0      |

Bijgewerkt op 26 april 2025.